# ヒア・イフ・ユー・リッスン
| 専門評論家によるレビュー | 専門評論家によるレビュー |
| レビュー・スコア         | レビュー・スコア         |
| 出典                     | 評価                     |
| ------------------------ | ------------------------ |
| AllMusic                 | [ 1 ]                    |
| Stereophile              | [ 2 ]                    |
| The Guardian             | [ 3 ]                    |
| Spectrum Culture         | 4.75/5                   |

『ヒア・イフ・ユー・リッスン』（Here If You Listen）は、デヴィッド・クロスビーと彼のコラボレーターであるマイケル・リーグ、ベッカ・スティーヴンス、ミシェル・ウィリスによるアルバムで、クロスビーをザ・ライトハウス・バンドとしてサポートするツアーで一緒に演奏し、2018年10月26日にBMGミュージックからリリースされた。

## 曲構成
「ライトハウス・バンド」は、クロスビーのアルバム『ライトハウス』に由来している。 プロデューサーのマイケル・リーグは、ベッカ・スティーブンスとミシェル・ウィリスと共にクロスビー・スティーブンスの曲「By the Light of Common Day」のバッキング・ボーカルを提供した。 このアルバムでは、バンドは非常に並外れていた。 オールミュージック・レビュアーのスティーヴン・トーマス・アーレワインは、「ライトハウス・バンドがここでバンドのように交流し、作曲に協力し、リード・ボーカルをトレードオフしながら、豊かできらめくハーモニーを滑り込ませています」。11曲のうち7曲はメンバー4人全員が作詞し、もう1曲はカルテット・プラスとスナーキー・パピーのキーボードプレーヤー、ビル・ローレンスが作曲した。一つの曲はスティーブンスとジェーン・タイソン・クレメントによるものであり、もう一つはウィリスによるものである。 ジョニ・ミッチェルの「ウッドストック」のみ、バンドメンバーの作品では無い。

## 収録曲
| #   | タイトル               | 作詞                            | 作曲                                                         | 時間 |
| --- | ---------------------- | ------------------------------- | ------------------------------------------------------------ | ---- |
| 1.  | 「Glory」              | Willis, Crosby, Stevens, League | David Crosby, Michelle Willis, Becca Stevens, Michael League | 5:20 |
| 2.  | 「Vagrants of Venice」 | Stevens, Crosby, League, Willis | Stevens                                                      | 4:06 |
| 3.  | 「1974」               | Stevens, Crosby, Willis, League | Crosby, Stevens                                              | 3:00 |
| 4.  | 「Your Own Ride」      | Crosby, League                  | Bill Laurance, League, Willis, Stevens                       | 3:34 |
| 5.  | 「Buddha on a Hill」   | League, Crosby, Stevens, Willis | Crosby, League, Stevens, Willis                              | 4:07 |
| 6.  | 「I Am No Artist」     | Jane Tyson Clement              | Stevens                                                      | 4:37 |
| 7.  | 「1967」               | Willis, League, Stevens         | Crosby, Willis, League, Stevens                              | 3:19 |
| 8.  | 「Balanced on a Pin」  | Crosby                          | Crosby, Stevens, Willis, League                              | 4:30 |
| 9.  | 「Other Half Rule」    | League, Stevens, Willis, Crosby | League, Stevens, Willis                                      | 4:34 |
| 10. | 「Janet」              | Willis                          | Willis                                                       | 3:27 |
| 11. | 「Woodstock」          | Mitchell                        | Joni Mitchell                                                | 4:34 |

## 参加ミュージシャン
- デヴィッド・クロスビー – ボーカル、アコースティック・ギター (1、3、5、7、8、11)
- マイケル リーグ – ボーカル、アコースティック ギター (1、3-5、9)、ミニモーグ ベース(1、2、5、9)、エレクトリック ベース (1-3、5、7、8、10、11)、12 弦アコースティック ギター (3, 7)、 ARP Omni (4, 6)、エレキ ギター (5)、フレットレス バリトン エレクトリック ギター(5)、バリトン アコースティック ギター(11)
- ベッカ・スティーブンス – ボーカル、ハマートーンエレキギター (1、5、8、9)、7弦エレキギター (2)、ウクレレ(4)、アコースティックギター (6、9、11)、エレキギター (6)、チャランゴ( 10)
- ミシェル・ウィリス — ボーカル、フェンダー・ローズ(1-3、5、6、8、9)、ARP オムニ (2、6)、ポンプ・オルガン(2、4、9)、オルガン(5、10)、ローズ・ベース(5) 、9)、ウーリッツァー・エレクトリック・ピアノ(10)、アコースティック・ピアノ(11)
- ビル・ローレンス – アコースティック・ピアノ (4)

## 制作
- マイケル・リーグ – プロデューサー
- デヴィッド・クロスビー – 共同プロデューサー、ライナーノーツ
- ベッカ・スティーブンス - 共同プロデューサー
- ミシェル・ウィリス – 共同プロデューサー
- ファブ・デュポン – 共同プロデューサー、エンジニア、ミキシング
- ジョッシュ・ウェルシュマン – 追加エンジニア
- トム・ボーチェル – アシスタントエンジニア
- ジョン・ミュラー – アシスタントエンジニア
- ジョーイ・ワンシュ – アシスタントエンジニア
- グレッグ・カルビ– マスタリング
- エミリア・カナス・メンデス – アートワーク
- ギリ・デイルズ - 写真
- ステラ K. – 写真
- ジェフリー・パリッシュ – 写真
- マイク・チャドウィック – マネージメント
- スターリング・サウンド（ニューヨーク州ニューヨーク）でマスタリング。